# Ньюком (лунный кратер)
Кратер Ньюком (лат. Newcomb), не путать с кратером Ньюком на Марсе, — крупный молодой ударный кратер в северо-восточной области Таврских гор на видимой стороне Луны. Название присвоено в честь американского астронома, математика и экономиста Саймона Ньюкома (1835—1909)  и утверждено Международным астрономическим союзом в 1935 г. Образование кратера относится к эратосфенскому периоду.

## Описание кратера

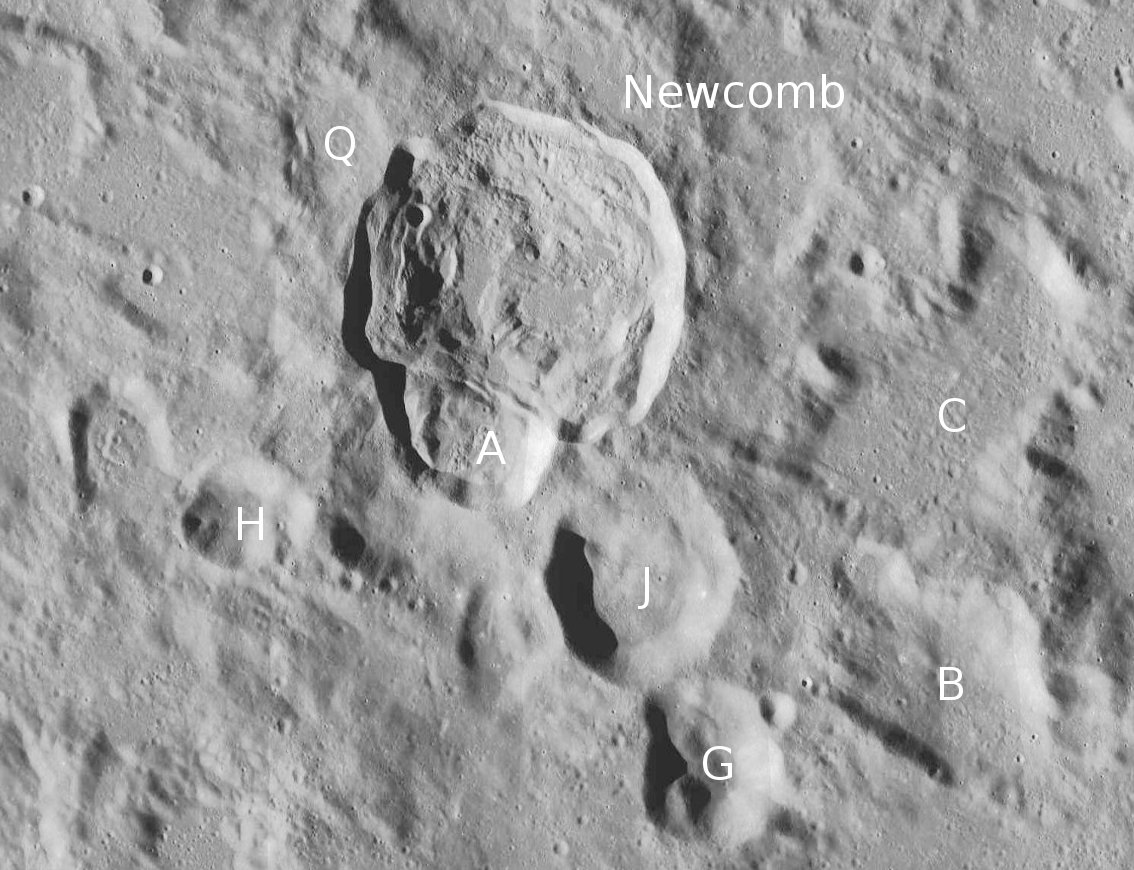
Окрестности кратера Ньюком. Снимок зонда Lunar Reconnaissance Orbiter.

Ближайшими соседями кратера являются кратер Кирхгоф на западе; кратер Мори на севере-северо-западе; кратер Берцелиус на северо-востоке; кратер Дебес на востоке; кратер Макробий на юге-юго-востоке и кратер Рёмер на юго-западе. На северо-западе от кратера Ньюком расположено Озеро Сновидений; на юго-востоке Море Кризисов; на юге Озеро Справедливости; на юго-западе Залив Любви. Селенографические координаты центра кратера 29°46′ с. ш. 43°40′ в. д. / 29,76° с. ш. 43,67° в. д., диаметр 39,8 км, глубина 2180 м.
Кратер Ньюком имеет полигональную форму и незначительно разрушен. Вал с четко очерченной кромкой, южная-юго-западная часть вала перекрыта сателлитным кратером Ньюком A (см. ниже). Внутренний склон вала террасовидной структуры, у подножия северной и западной части склона видны следы обрушения. Высота вала над окружающей местностью достигает 1040 м, объем кратера составляет приблизительно 1300 км³. Дно чаши пересеченное, с множеством хребтов концентричных по отношению к валу. Центральный пик несколько смещен к западу от центра чаши и состоит из габбро-норито-троктолитового анортозита с содержанием плагиоклаза 85-90 % (GNTA1) и габбро-норито-троктолитового анортозита с содержанием плагиоклаза 80-85 % (GNTA2).. Высота центрального пика около 1000 м.

## Сателлитные кратеры

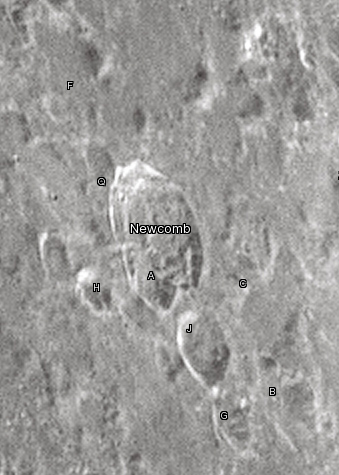
Снимок Девида Кемпбелла.

| Ньюком | Координаты                                            | Диаметр, км |
| ------ | ----------------------------------------------------- | ----------- |
| A      | 29°13′ с. ш. 43°32′ в. д. / 29,22° с. ш. 43,54° в. д. | 15,5        |
| B      | 28°22′ с. ш. 45°32′ в. д. / 28,37° с. ш. 45,53° в. д. | 23,3        |
| C      | 29°11′ с. ш. 45°19′ в. д. / 29,19° с. ш. 45,31° в. д. | 21,8        |
| F      | 31°25′ с. ш. 42°38′ в. д. / 31,42° с. ш. 42,63° в. д. | 30,4        |
| G      | 28°00′ с. ш. 44°32′ в. д. / 28° с. ш. 44,53° в. д.    | 16,3        |
| H      | 28°57′ с. ш. 42°30′ в. д. / 28,95° с. ш. 42,5° в. д.  | 14,9        |
| J      | 28°43′ с. ш. 44°13′ в. д. / 28,72° с. ш. 44,22° в. д. | 22,9        |
| Q      | 30°18′ с. ш. 42°52′ в. д. / 30,3° с. ш. 42,87° в. д.  | 15,7        |

## См.также
- Список кратеров на Луне
- Лунный кратер
- Морфологический каталог кратеров Луны
- Планетная номенклатура
- Селенография
- Минералогия Луны
- Геология Луны
- Поздняя тяжёлая бомбардировка